# Episodi di Cavalcade of America (quinta stagione)
La quinta stagione della serie televisiva Cavalcade of America è stata trasmessa in anteprima negli Stati Uniti d'America dalla ABC tra il 18 settembre 1956 e il 30 aprile 1957.
| nº | Titolo originale              | Titolo italiano | Prima TV USA      | Prima TV Italia |
| -- | ----------------------------- | --------------- | ----------------- | --------------- |
| 1  | Monument to a Young Man       |                 | 18 settembre 1956 |                 |
| 2  | A Bed of Roses                |                 | 25 settembre 1956 |                 |
| 3  | The People and General Glancy |                 | 9 ottobre 1956    |                 |
| 4  | Wild April                    |                 | 16 ottobre 1956   |                 |
| 5  | The Hobo Kid                  |                 | 23 ottobre 1956   |                 |
| 6  | Date with a Stranger          |                 | 30 ottobre 1956   |                 |
| 7  | Innocent Bystander            |                 | 13 novembre 1956  |                 |
| 8  | Woman's Work                  |                 | 20 novembre 1956  |                 |
| 9  | Return of a Bombardier        |                 | 27 novembre 1956  |                 |
| 10 | Pursuit of a Princess         |                 | 4 dicembre 1956   |                 |
| 11 | Once a Hero                   |                 | 11 dicembre 1956  |                 |
| 12 | The Blessed Midnight          |                 | 18 dicembre 1956  |                 |
| 13 | Three Young Kings             |                 | 25 dicembre 1956  |                 |
| 14 | The Two Worlds of Nicolo      |                 | 1º gennaio 1957   |                 |
| 15 | The House of Empty Rooms      |                 | 8 gennaio 1957    |                 |
| 16 | Leap to Heaven                |                 | 15 gennaio 1957   |                 |
| 17 | Dowry for Ilona               |                 | 22 gennaio 1957   |                 |
| 18 | The Man from St. Paul         |                 | 29 gennaio 1957   |                 |
| 19 | Are Trees People?             |                 | 5 febbraio 1957   |                 |
| 20 | Decision for a Hero           |                 | 12 febbraio 1957  |                 |
| 21 | The Frightened Witness        |                 | 19 febbraio 1957  |                 |
| 22 | The Man Who Asked No Favors   |                 | 5 marzo 1957      |                 |
| 23 | Dan Marshall's Brat           |                 | 19 marzo 1957     |                 |
| 24 | The Widow Was Willing         |                 | 26 marzo 1957     |                 |
| 25 | The Last Signer               |                 | 2 aprile 1957     |                 |
| 26 | Episode #5.26                 |                 | 9 aprile 1957     |                 |
| 27 | Shark of the Mountain         |                 | 23 aprile 1957    |                 |
| 28 | Chicago 2-1-2                 |                 | 30 aprile 1957    |                 |